# 中村英明
中村 英明（なかむら ひであき）は、日本テレビ社員、元情報カルチャー局チーフプロデューサー。以前は情報番組だけでなく、バラエティ番組や音楽番組も担当していた。元イカロス取締役。

## 人物
- 1991年に「スーパージョッキー」でディレクターデビューを果たす。同番組では後にプロデューサーも務めた。
- 1995年から「スーパージョッキー」時代の上司である渡辺弘 が担当していた「新装開店!SHOW by ショーバイ2」（クイズ世界はSHOW by ショーバイ!!）のディレクターなどを歴任した後、1998年頃から増田一穂班に所属し情報番組を数多く担当した。2003年からは音楽番組も担当するようになる。
- 2008年7月1日付で制作局担当CPとなり梅原幹、安岡喜郎、土屋泰則チーフプロデューサーが担当していた一部の番組を引き継いだ。
- 2010年7月1日付でバラエティー局CPに昇格。
- 2011年7月1日付で日本テレビの子会社日テレアックスオンに出向。担当していた番組は、すべて面高直子チーフプロデューサーに引き継いだ。
- 2015年6月1日付で情報カルチャー局CPに就任となり、鈴江秀樹、染井将吾チーフプロデューサーが担当していた一部の番組を引き継いだ。
- 2017年6月1日付で担当していた番組を松岡至、納富隆治チーフプロデューサーに引き継ぎ、イカロス取締役に就任。
- 2018年5月31日イカロス取締役退任。
- 2018年6月1日付で帰任し、編成局番組制作向上推進事務局担当部長。2019年6月1日付で同部専任部長。

## 過去の担当番組

### ディレクター
- スーパージョッキー
- Lady's Knight
- 新装開店!SHOW by ショーバイ2
- 平成あっぱれテレビ
- 特命リサーチ200X
- ウッチャンウリウリ!ナンチャンナリナリ!!

### プロデューサー
- スーパージョッキー
- TVおじゃマンボウ
- AX MUSIC-TV
- 速報!歌の大辞テン
- 音楽戦士 MUSIC FIGHTER
- ミンナのテレビ
- 鶴の間
- TANTOクラシック!
- 24時間テレビ 「愛は地球を救う」（1992年・2002年プロデューサー、1993年総合コーディネーター、1994年総合演出）

### 演出プロデューサー
- 汐留スタイル!

### 総合プロデューサー
- 大笑点（2006年）

### チーフプロデューサー
- 香取慎吾の特上!天声慎吾
- おネエ★MANS
- ザッツ宴会テイメント
- 魔女たちの22時
- 世界まる見え!テレビ特捜部
- 不可思議探偵団
- 世界の決定的瞬間
- トリックハンター
- ザ!世界仰天ニュース
- ぶらり途中下車の旅
- 究極の○×クイズSHOW!!超問!真実か?ウソか?
- 宝探しアドベンチャー 謎解きバトルTORE!
- はじめてのおつかい
- オトせ!（2017年2月1日放送）
- 最強の頭脳 日本一決定戦! 頭脳王

### 企画
- うたナビ☆7